# Омега-3 ненасичені жирні кислоти

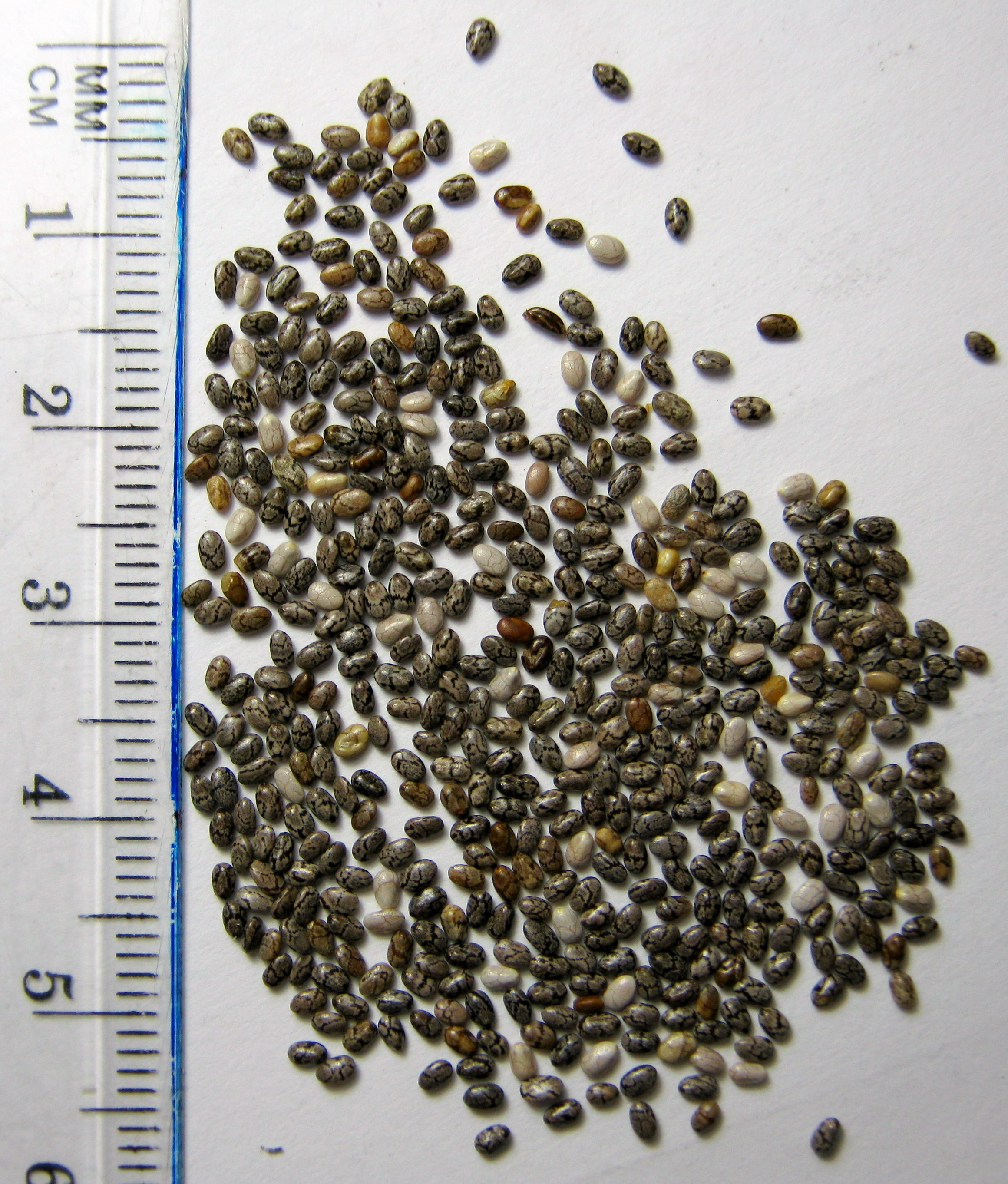
Насіння рослини чіа багате на омега-3

Омега-3 поліненасичені жирні кислоти належать до родини ненасичених жирних кислот, що мають подвійний вуглець-вуглецевий зв'язок в омега-3 позиції, тобто біля третього атома вуглецю від метильного кінця жирної кислоти.
До складу ω-3 жирів входять три незамінних жирних кислоти: ейкозапентаєнова (С20:5), докозагексаєнова (С22:6) та α-ліноленова (С18:3n3). Ссавці не в змозі синтезувати незамінну омега-3 жирну кислоту ALA і можуть отримати її лише з їжею. Однак вони здатні використовувати АЛК, якщо вона доступна, для самостійного утворення ЕПК і ДГК, створюючи додаткові подвійні зв'язки вздовж вуглецевого ланцюга. В організмі α-ліноленова кислота шляхом доповнення подовжень і десатурації, перетворюється на ейкозапентаєнову кислоту (ЕПК) — попередник для синтезу ейкозаноїдів та докозагексаєнову кислоту (ДГК) — важливу складову структурних фосфоліпідів клітинних мембран. Здатність виробляти довголанцюгові омега-3 жирні кислоти з ALA може бути порушена в ході старіння.
Довголанцюгові ω-3 кислоти виробляються морськими водоростями і планктоном. Риби та морські тварини харчуються планктоном, отже риб'ячий жир є основним джерелом ейкозапентаєнової (6-10 %) та докозагексаєнової (10-15 %) кислоти для людини. У рослинних джерелах зустрічається, переважно, α-ліноленова кислота, яка міститься в значних кількостях у волоських горіхах (8-10 %) і лише у деяких олійних культурах і, відповідно, рослинних оліях: лляній (35-65 %), рижієвій (30-42 %), конопляній (14-28 %), ріпаковій (6-13 %), соєвій (5-14 %), олії зародків пшениці (4-10 %).
У харчових продуктах, які піддаються впливу повітря, ненасичені жирні кислоти вразливі до окиснення та прогірклості.

### Властивості поліненасичених жирних кислот
Увага до поліненасичених жирних кислот у світі зросла вибухоподібно після повідомлень про низьку поширеність серцево-судинних захворювань серед Гренландських ескімосів (інуїтів). Зацікавлені данські вчені Bang і Dyerberg спорядили шість експедицій, починаючи з кінця 1960-х років, і підтвердили дуже низьку захворюваність на інфаркт міокарда у вказаній популяції. Автори припустили, як можливе пояснення, вживання інуїтами ω-3 ПНЖК морського походження, які у великій кількості містяться в м'ясі тюленів та китів — головних складових харчового раціону ескімосів Гренландії. Надалі стало відомо, що ω-3 ПНЖК можуть виступати захисниками щодо запобігання розвитку атеросклерозу, тромбозу і знижувати поширеність запальних та імунних захворювань серед інуїтів.
Важливим є підтримання здорового співвідношення між ω-3 та ω-6 поліненасичених кислот. У разі його зміни на користь арахідонової кислоти (омега-6 ненасичена жирна кислота) у хворих на гострий інфаркт міокарда підвищується ризик виникнення фібриляції шлуночків і раптової зупинки серця внаслідок підвищення електричної нестабільності міокарда. На думку дослідників, співвідношення арахідонова/ейкозапентаєнова (ω-3/ω-6) кислоти можна розглядати як діагностичний показник та маркер фактора ризику раптової зупинки серця.
Перетворення ω-6 на ω-3 жирні кислоти здійснюється за допомогою ферменту ω-3 ацилдесатурази. Завдяки експресії у трансгенних тварин гена fat-1, який кодує ω-3 ацилдесатуразу, стало можливим збагачувати м'ясо трансгенних тварин, а надалі й клітини ссавців ω-3 ПНЖК. Це може бути дієвим дієтичним підходом, який матиме очевидні клінічні наслідки.
Жирні кислоти у складі фосфоліпідів є структурними складниками всіх клітинних мембран. При надходженні з їжею достатньої кількості ω-3 ПНЖК, вони швидко етерифікуються у фосфоліпіди та частково заміщують жирні кислоти родини омега-6 в мембранах тромбоцитів, еритроцитів, кардіоміоцитів, нейтрофілів, моноцитів та інших клітин, взаємодіють з кавеолами. Дослідженнями українських та закордонних вчених за результатами хроматографічного аналізу показано, що додавання до раціону щурів ω-3 поліненасичених жирних кислот приводить до заміщення в клітинних мембранах серця жирних кислот родини ω-6 на ω-3. Відомо, що ненасичені жирні кислоти посідають більшу площу мембрани клітини, таким чином збільшуючи її текучість, на відміну від насичених. Збільшення плинності мембран уможливлює перебіг численних важливих внутрішньоклітинних процесів.

#### Застосування ω-3 ПНЖК під час серцево-судинних захворювань
Протягом 2000—2010 років описано 25 розлогих досліджень з 280 тисячами учасників, які свідчать про обернену залежність між вживанням морської риби і смертністю від ішемічної хвороби серця (ІХС).. Проте перші епідеміологічні дослідження ескімосів Гренландії були виконані ще у далеких 80-х роках. Вживаючи в середньому 15 г на день ω-3 ПНЖК, у цій популяції спостерігали нижчий рівень захворюваності на ішемічну хворобу серця. В подальшому було підтверджено кардіопротекторну роль нутріціологічного фактора у ескімосів Гренландії, аборигенів Північної Канади, Аляски, мешканців Японії.
Рекомендована денна доза вживання ейкозапентаєнової (ЕПК) і докозагексаєнової кислот задля профілактики серцево-судинних захворювань (ССЗ) становить приблизно 300 мг (190—330 мг), що дорівнює двом рибним стравам на тиждень, однієї — з жирної риби. Ці цифри стосуються здорових дорослих людей. Що ж до осіб з ССЗ в анамнезі, для вторинної профілактики Американська Асоціація Серця (American Heart Association) вважає доцільним отримувати 1 г/день ЕПК і ДГК у вигляді риби чи риб'ячого жиру. Зважаючи на зростання серед населення планети вегетаріанців, ВООЗ з метою первинної профілактики ССЗ обґрунтовує отримання ними відповідної кількості α-ліноленової ПНЖК з рослинних джерел, через те що 0,5-20 % з цієї кислоти метаболізується до ЕПК. Особам, що не мають можливості вживати морепродукти, з метою вторинної профілактики ІХС, ПНЖК рекомендовано приймати у складі препаратів (епадол, ейконол, омакор, вітрум-кардіо ω-3, NSP ω-3).

#### Застосування ω-3 ПНЖК у разі цукрового діабету
Омега-3 ПНЖК приводять до зниження гіперглікемії при цукровому діабеті, що пояснюють підвищенням чутливості клітин до дії інсуліну.
Відомо, що зсув метаболізму ПНЖК у бік утворення афізіологічних ейкозаноїдів викликає зміни активності запальної відповіді, функціональної активності білків клітинних мембран і з часом призводить до формування діабету другого типу. Позитивний вплив ПНЖК засвідчений при гіпертригліцеридемії і метаболічному синдромі, вплив на регуляцію факторів транскрипції, модуляцію експресії генів, які контролюють гомеостаз ліпідів, фактори ризику цукрового діабету. Показано ефективність ω-3 ПНЖК у зниженні рівня тригліцеридів, реактивності тромбоцитів, зменшенні ожиріння, зниженні експресії деяких прозапальних генів (зокрема у жировій тканині), генів ліпогенезу у пацієнтів з цукровим діабетом..
В роботі S. Ovide-Bordeaux et al. показано зміну жирнокислотного складу клітинних мембран кардіоміоцитів і мітохондрій мембран серця під дією стрептозотоцину. Недостатність інсуліну при цьому викликає підвищення вмісту ω-6 і зниження ω-3 поліненасичених жирних кислот. Проте в іншому дослідженні не виявлено статистично значущої різниці жирнокислотного складу у нормальних і «діабетичних» мітохондріях, виділених з серця. Дослідними роботами показано, що вбудовування ω-3 ПНЖК до мембран мітохондрій, може різноспрямовано змінювати функцію клітин. Наприклад, за підсумками поодиноких досліджень відомо, що безпосередня інкубація ізольованих мітохондрій з вільними ПНЖК (АК, ейкозапентаєнова, докозагексаєнова кислота) стимулює набухання та деполяризацію їх мембран. Автори вказаного дослідження вважають, що вплив ПНЖК може бути частково обумовлений активацією каспазного шляху апоптозу через вивільнення цитохрому с у поєднанні з деполяризацією мітохондріальної мембрани. Раніше отримані дані підтверджують, що ці кислоти підвищують стійкість клітинних мембран до пошкоджувальної дії стресорних факторів, основою чого може бути збереження цілісності клітинних мембран та значною мірою зменшення руйнування мітохондрій у серці під впливом ω-3 ПНЖК. Застосування ω-3 ПНЖК приводить до зниження набухання мітохондрій (можливо через запобігання відкриттю мітохондріальної пори), відновлюють показники дихання та окисного фосфорилювання в мітохондріях, ізольованих з серця діабетичних тварин.
Після модифікації жирнокислотного складу клітинних мембран на фоні цукрового діабету в тканині серця відзначено нормалізацію розподілу та відновлення взаєморозташування субклітинних структур, інтенсивності забарвлення й експресії білка міжклітинних контактів коннексину 43 майже до контрольного рівня, в тому числі в мітохондріях. Дослідники сходяться на думці, що ω-3 ПНЖК впливають на основні елементи електричної активності серця — Іонні канали, обмінники, мембрано-пов'язані ферменти, таким чином запобігаючи розвитку злоякісних аритмій, що було підтверджено і в клінічних дослідженнях. Дійсно, ПНЖК, вбудовуючись до фосфоліпідів клітинних мембран, стабілізують кардіоміоцити шляхом модуляції провідності йонних каналів, підвищують електричну стабільність серця, поріг збудження через вплив на кальцієві та натрієві канали, підтримуючи здорове скорочення й обмежуючи перевантаження кардіоміоцитів кальцієм. Антиаритмічний і кардіопротекторний вплив цих кислот, опосередкований впливом на сигнальні молекули (зокрема на Оксид азоту(II), PKCε.
Отримання діабетичними тваринами ω-3 ПНЖК відновлює прооксидантно-антиоксидантний баланс клітин шляхом зростання активності антиоксидантних ферментів — каталази та супероксиддисмутази і зниження вмісту продукту перекисного окиснення ліпідів малонового диальдегіду в плазмі крові.
Омега-3 ПНЖК відновлюють показники роботи серця у тварин з цукровим діабетом

## Основні харчові джерела
У рослинних оліях з рижію та льону вміст Омеги-3 перевищує вміст у риб'ячому жирі та морепродуктах. Основні харчові джерела омега-3-ненасичених жирних кислот:
- Льон звичайний і лляна олія — 50-60 %
- Рижієва олія — 50-55 %
- Риб'ячий жир — 20-30 %
- Насіння чіа
- Жирна морська риба і морепродукти (особливо дрібна риба, що знаходиться в самому низу харчового ланцюжка: скумбрія, анчоуси, сардини і оселедець, а також тунець, пікша і форель)
- М'ясо диких тварин
- Гірчична олія
- Насіння технічної коноплі і її олія — 15-20 %
- Листя портулака
- Шпинат городній
- Морські водорості